# (24104) Vinissac
(24104) Vinissac est un astéroïde de la ceinture principale.

## Description
Il fut découvert le 9 novembre 1999 à Fountain Hills (Arizona) par Charles W. Juels. Il présente une orbite caractérisée par un demi-grand axe de 2,27 UA, une excentricité de 0,10 et une inclinaison de 7,3° par rapport à l'écliptique.

## Compléments